# Anders Behring Breivik
Anders Behring Breivik (AFI: ['ɑnəʂ 'beːɾiŋ 'bɾæɪʋiːk]; n. 13 februarie 1979, Oslo, Norvegia) este un extremist de dreapta norvegian, cunoscut pentru planificarea și executarea atacurilor din Oslo și Utøya de pe data de 22 iulie 2011.

## Biografie
Breivik s-a născut în Oslo la 13 februarie 1979, ca fiu al lui Wenche Behring, asistentă, și al lui Jens David Breivik, economist, care a lucrat ca diplomat la Ambasada Regală Norvegiană în Londra și mai târziu în Paris. Și-a petrecut prima parte a vieții la Londra, până la vârsta de un an când părinții săi au divorțat, rămânând apoi în custodia mamei sale, alături de care a trăit într-un cartier din partea de vest a Osloului. Ambii săi părinți s-au recăsătorit: tatăl cu o diplomată, iar mama cu un ofițer al armatei norvegiene.

## Atacurile din 2011
La 22 iulie 2011 Breivik a detonat o mașină-capcană în apropierea clădirilor guvernamentale din Oslo, ucigând opt oameni. La o distanță de câteva ore, a debarcat pe insula Utøya, unde se desfășura o tabără a Partidului Muncitoresc, și, pretizând a fi polițist, a deschis focul asupra tinerilor prezenți, împușcând mortal 69 de persoane. Cea mai tânără dintre victime a fost Sharidyn Svebakk-Bøhn, care tocmai împlinise 14 ani.
Întrucât vinovăția sa a fost evidentă, procesul lui Breivik a fost dominat de dezbaterea privind sănătatea sa mintală. După multiple analize psihologice, s-a constatat că Breivik este responsabil pentru faptele sale, și a fost condamnat la 21 de ani de închisoare.